# Andrzej Bek
Andrzej Bek (ur. 26 czerwca 1951 w Łodzi) – polski kolarz torowy, medalista olimpijski i mistrzostw świata. Mistrz Polski.

## Kariera sportowa
Starty kolarskie rozpoczął w wieku dziecięcym pod kierunkiem ojca, Jerzego Beka. W latach 1967–1971 reprezentował barwy RTS Widzew Łódź, od 1972 do 1977 Społem Łódź. Od 1978 startował w USA.
Jego największymi osiągnięciami w karierze były brązowe medale w konkurencji tandemów na igrzyskach olimpijskich w Monachium (1972) i mistrzostwach świata (1974) – w obu startach z Benedyktem Kocotem. Ponadto na Igrzyskach Olimpijskich w 1972 startował jeszcze w konkurencji sprintu, ale odpadł w repasażach po 1/8 finału. Trzykrotnie startował na mistrzostwach świata, w tandemach wystąpił poza 1974, także w 1970 i 1973, a w sprincie w 1970, 1973 i 1974, nie odnosząc jednak większych sukcesów.
Był dwukrotnym mistrzem Polski: w 1970 w tandemach (z Januszem Kotlińskim i 1977 w wyścigu parami (z Jarosławem Bekiem). Ponadto sześciokrotnie zdobywał wicemistrzostwo Polski (1972 i 1974 w sprincie, 1969 i 1971 w tandemach – w obu startach z Januszem Kotlińskim, 1970 i 1976 w jeździe parami – w obu startach z Jarosławem Bekiem), a dwa razy brązowe medale mistrzostw (1970 w sprincie, 1972 w tandemach – z Jarosławem Bekiem).
W 1972 został odznaczony Złotym Krzyżem Zasługi.

## Kariera trenerska
W 1983 został asystentem trenera kadry narodowej i olimpijskiej USA w kolarstwie torowym, a w latach 1986-1988, 1994-1999 i 2004 głównym trenerem kadry torowców. W latach 1989–1993 pracował w zawodowej grupie kolarskiej Grest & Coors Light, a w 2003 był dyrektorem grupy kolarskiej Saturn Cycling Team. Od 2000 do 2004 był równocześnie odpowiedzialny za blok sprintów w kadrze paraolimpijskiej USA. Ponadto pracował jako dyrektor sportowy kobiecej amerykańskiej grupy T-Mobile (2006). Pracuje dla ekipy Team HTC-Highroad jako tzw. service course manager.

## Życie prywatne
Jest żonaty z byłą koszykarką ŁKS Łódź Lucyną Kałużną. W 1974 ukończył studia na Wydziale Mechanicznym Politechniki Łódzkiej